# Штемен (Округ Ротенбург)
Штемен (њем. Stemmen) општина је у њемачкој савезној држави Доња Саксонија. Једно је од 57 општинских средишта округа Ротенбург (Виме). Према процјени из 2010. у општини је живјело 921 становника. Посједује регионалну шифру (AGS) 3357046.

## Географски и демографски подаци
Штемен се налази у савезној држави Доња Саксонија у округу Ротенбург (Виме). Општина се налази на надморској висини од 29 метара. Површина општине износи 24,6 km². У самом мјесту је, према процјени из 2010. године, живјело 921 становника. Просјечна густина становништва износи 37 становника/km².